# Chambeali jezik
Chambeali jezik (ISO 639-3: cdh; cameali, chamaya, chambiali, chambiyali, chamiyali pahari, chamya), zapadnopaharski jezik šire indoarijske skupine u sjevernoj zoni, u Indiji. Govori ga oko 130 000 ljudi (1991 census) u Himachal Pradeshu, distrikt Chamba (Chamba Tahsil) i Jammu i Kashmiru.
Ima tri dijalekta: bansbali, bansyari i gadi chameali. Leksički mu je najbliži palampuri kangri, dijalekt jezika kangri [xnr], 90%. Piše se devanagarijem, a pismo takri (tankri, takari) nije već dugo u upotrebi.

## Vanjske poveznice
- Ethnologue (14th)
- Ethnologue (15th)